# Alema Leota
Alema Leota né le 10 mars 1928 à Lāʻie, à Hawaï, sur l'île d'Oahu et mort à Everett, Washington le 11 mai 2008 était un présumé chef du crime organisé hawaïen d'origine samoane dans les années 1960 et 1970 qui a mené une campagne non partisane infructueuse pour le poste de gouverneur d'Hawaï lors des élections de 1978. Il a été battu par l'ancien gouverneur George Ariyoshi lors des élections générales.

## Biographie

### Jeunesse
Alema est née et a grandi à Lāʻie, à Hawaï, sur l'île d'Oahu, de parents immigrants samoans, Aivao et Matala Leota. Ses parents furent parmi les premiers immigrants samoans à s’installer à Hawaï en 1919 après leur conversion à l’Église de Jésus-Christ des Saints des Derniers Jours. Il a fréquenté le lycée et collège de Kahuku (en) mais a finalement obtenu son diplôme de école Iolani (en).

### Carrière

#### Militaire
Alema a été enrôlé dans l'armée américaine lors de la dernière conscription menée après la fin de la Seconde Guerre mondiale. Il a servi pendant trois ans dans la 82e division aéroportée, basée à Fort Bragg, en Caroline du Nord, et a effectué plus de 40 missions de parachutisme.

#### Criminel
Il a fait la une des journaux à Hawaï pour la première fois en 1952 lorsque Alema Leota et son frère, Reid Leota, ont été arrêtés à Honolulu, accusés du meurtre d'un homme dans une salle de billard de Smith Street. Alema Leota a ensuite été reconnu coupable d'agression, une accusation moins grave, tandis que son frère a été reconnu coupable de meurtre. 
Alema Leota a été accusé à plusieurs reprises par les autorités fédérales et étatiques d'être le chef présumé du crime organisé d'Hawaï à la fin des années 1960 et au début des années 1970. Souvent appelé The Boss, il était, selon la rumeur, l'un des hommes les plus craints mais les plus respectés de son époque.

#### Politique

##### Campagne de 1978 pour le poste de gouverneur d'Hawaï
Alema Leota a mené une campagne infructueuse en tant que candidat non partisan au poste de gouverneur d'Hawaï en 1978. Il n'a reçu que 277 voix lors des élections primaires à l'échelle de l'État, mais cela a suffi pour inscrire son nom sur les bulletins de vote des élections générales du gouverneur. Il a fait campagne sur une plateforme de changement au sein du gouvernement de l’État. Alema Leota fut néanmoins lourdement battu par le gouverneur sortant George Ariyoshi lors des élections générales de 1978.
Alema Leota a nié toutes les accusations selon lesquelles il aurait été lié au crime organisé pendant sa campagne. Il a déclaré que le crime organisé ne pouvait pas exister sans la coopération du gouvernement et a qualifié les accusations selon lesquelles il était impliqué dans le monde criminel hawaïen de « foutaises ».

### Mort
Alema Leota est décédée à l'âge de 80 ans à Everett, Washington, le 11 mai 2008. Il est décédé des suites de complications liées à des blessures subies lors d'un accident de voiture survenu le 25 décembre 2007.